# John Selden
John Selden (16 de dezembro de 1584 – 30 de novembro de 1654) foi um jurista inglês e professor de leis antigas inglesas e constituição e professor de lei judaica. Se matriculou em Hart Hall, Oxford em 1600, mas não se formou. Então treinou como advogado em Clifford Inn (1602) e no Inner Temple (1604). Foi conhecido como um polímata. John Milton elogiou Selden em 1644 como "(...) the chief of learned men reputed in this land."

## Biografia
Chamado para a Ordem dos Advogados em 1612, Selden atuou como despachante, raramente comparecendo ao tribunal.
Foi a figura principal da Antiquarian Society, o centro de pesquisa histórica inglesa durante o século XVII. Seu primeiro livro importante, Titles of Honour (1614), permaneceu como uma referência útil. Analecton Anglo-Britannicon (1615) foi uma história do governo civil na Grã-Bretanha antes da Conquista Normanda. Sua reputação como orientalista foi baseada em De diis Syris Syntagmata (1617), que se preocupava principalmente com o politeísmo do Oriente Médio, e em obras posteriores que tratavam do calendário, lei do casamento e administração judicial dos antigos judeus. Sua History of Tythes (1618), embora concedendo o direito legal da Igreja da Inglaterra de coletar dízimos, negou a autoridade divina para a prática. O livro foi suprimido, e o Conselho Privado forçou o autor a se retratar. Com Patrick Young e Richard James, Shelden compilou em 1628 um catálogo da coleção de esculturas conhecida como mármores de Arundel. Em 1647, ele publicou a primeira edição impressa do antigo livro de leis inglês Fleta.
Duas vezes ele foi preso por tomar o lado da Câmara dos Comuns (para a qual foi eleito em 1623) contra o Rei Carlos I. Mais tarde, tornando-se um monarquista, no entanto, Selden dedicou ao rei Mare clausum (1635), uma justificação do domínio de uma única nação sobre o alto mar, em refutação ao livro de Hugo Grotius Mare liberum (1609). A partir de 1640, tendo revertido sua posição política mais uma vez, ele participou dos procedimentos da Câmara dos Comuns contra William Laud, arcebispo de Canterbury, e contra o próprio Carlos I.